# Cukrarna
Cukrarna je stavba na Poljanskem nasipu v Ljubljani. Spada med najpomembnejše industrijske objekte iz prve polovice 19. stoletja na Slovenskem.

## Sladkorna rafinerija
Leta 1828 sta Rossmann & Pelican, borzna veletrgovca v Trstu, prosila za podelitev deželnega tovarniškega dovoljenja za rafinerijo sladkorja. Sprva je bil za tovarniško poslopje namenjen grad Črnelo poleg Doba pri Domžalah, katerega lastnik je bil Josip Pelican. Kasneje sta se trgovca odločila, da bosta tovarno postavila v Ljubljani, glavni razlog za to pa je bila bližina carinarnice, zaradi česar so odpadli nepotrebni dvojni stroški ob prevozu blaga na glavni carinski urad. Dovoljenje za tovarno sta dobila 20. julija 1828. Družabniki so izbrali prostor za objekt v poljanskem predmestju, na obrežju Ljubljanice, tedaj pomembne prometne žile in vode, uporabne za hlajenje strojev. 
Kupoprodajna pogodba je bila v zemljiško knjigo vpisana šele 21. februarja 1832. Tovarna je kljub poznem vpisu obratovala že od 27. decembra 1828. Na ta dan je bilo izvršeno poskusno varjenje. Z 22 delavci in enim varilnim kotlom pa je še močno zaostajala za kasnejšim obsegom in za prvo rafinerijo v Blatni vasi. V toku razvoja sladkorne rafinerije je prišlo do pogostih sprememb v lastništvu, zato se je tudi naziv tovarne spreminjal. Ta je večinoma vseboval ime enega ali več lastnikov. Leta 1831 je bil kapital tovarne sladkorja zvišan, tudi zgradbe so bile povečane, rafinerija je od takrat naprej delovala s tremi kotli. Število zaposlenih se je povečalo na 45. Leta 1835 so vanjo postavili prvi parni stroj na ozemlju današnje Slovenije. Parni stroj je služil za pogon vodne črpalke in dviganje materiala v višje nadstropje tovarniške zgradbe. Leta 1837 so lastniki zašli v težave, iz katerih so se rešili z delno prodajo podjetja največjemu upniku, dunajski banki Arnstein & Eskeles.
Sledilo je obdobje relativne stabilnosti. V letih 1841 do 1849 so lastniki pritegnili v vodstvo še tržaško podjetje Brentano & Comp. To je pomenilo večjo spodbudo v proizvodnji rafinerije. Z novim parnim kotlom so zmogljivost še povečali. Nadaljnja leta pomenijo obdobje največjega razcveta ljubljanske sladkorne industrije. Staro poslopje so nadzidali za dve nadstropji, kar se datira v štirideseta leta. V juniju 1852 je sledila prošnja družbe za povišanje skladišča. Naslednjega leta so na podstrešju uredili dve večji sobi. Daleč najpomembnejše dejanje pa je bilo podaljšanje tovarniškega poslopja. Ta prizidek so začeli graditi leta 1854. Leta 1856 je bil postavljen nov vhod na dvorišče ob stanovanjskem delu, ki ni več ohranjen. Leta 1851 in 1856 so zgradili dve novi peči za spodij (kostno oglje). Od prizidkov je pomembna še razširitev spodijske tovarne. V teh poslednjih letih je proizvodnja sladkorja močno narastla, tudi na račun izpopolnitve tovarniških naprav in dveh novih parnih kotlov. V letih od 1853 do 1856 je rafinerija imela od 200 do 225 delavcev. Sladkor in sirup je prodajala tudi na Ogrsko in v balkanske države. Tovarna je dosegla ogromne dobičke in se je povzpela na prvo mesto med rafinerijami v monarhiji. Leta 1855 je bila proizvodnja Cukrarne največja, saj je znašala 111.512 stotov, vrednost proizvodnje pa je znašala 3.934.978 goldinarjev. Kot kurivo je tovarna porabila letno 15.000 stotov šote in 92.000 stotov premoga iz premogovnika v Zagorju.
Večinoma rafinerija domačega delavstva ni zaposlovala, posredno pa je dajala zaslužek številnim domačinom, ki so se ukvarjali s povezanimi posli. Cukrarna je edinstven spomenik kapitalističnega veleobrata iz prve polovice 19. stoletja. Stavba po velikosti ni imela tekmeca na ozemlju današnje Slovenije. Zgodnja uvedba parnega stroja priča tudi o modernosti proizvodnega postopka. Avtor tega stavbnega kompleksa naj bi bil tržaški stavbenik Matej Pertsch.

## Postopno propadanje
25. avgusta 1858 je nepazljivost nekega delavca povzročila požar, ki je uničil tovarno, skladišče, opremo in večino zaloge sladkorja. Vse drugo razen drvarnice in hleva je pogorelo. Tovarna je izgubila tudi visoke dimnike, ki so ji dajali značaj industrijskega objekta. Do srede decembra so tovarniško poslopje že delno prekrili, želeli so urediti še notranjost in nadaljevati z gradnjo. Ponovnega obratovanja rafinerije ni bilo več. Za zaton ljubljanske tovarne je delno kriva čedalje hujša konkurenca pridelovalcev sladkorja iz sladkorne pese in v večji meri razvoj pristanišča Trst ter nove železniške povezave. Zatem so vsi objekti tovarne, po neuspeli dražbi, prišli v last avstrijske nacionalne banke, od katere je Cukrarno leta 1863 kupil zagrebški veletrgovec Gvido Pongratz. Od leta 1864 do 1866 je ta dobro zaslužil z oddajo celotnega poslopja rekrutom. Okoli 1870 se je v Cukrarni nastanila državna tobačna tovarna, ki je bila tu do leta 1872, ko je poslopje v začetku januarja ponovno gorelo.
Leta 1873 je bilo poslopje namenjeno kasarni, kar je cukrarna ostala do padca monarhije. V poslopju so prebivali tudi revnejši Ljubljančani. Tu sta mlada umrla Dragotin Kette (1899) in Josip Murn - Aleksandrov (1901). Dragotin Kette se je na vojaških vajah hudo prehladil, zato so ga poslali v tržaško vojaško bolnišnico, kjer so ugotovili, da zaradi bolezni ni več sposoben za vojaško službo. Zatekel se je v staro cukrarno v Ljubljani, h gospodinji Polonici Kalan in prijatelju Josipu Murnu, ki ga je Kalanova vzela k sebi, ko je dopolnil štiri leta. Pesnika sta umrla v dvoriščnem prizidku, vendar v različnih sobah. 
Lastništvo objekta je prešlo na podjetje pletenin in tkanin. Med drugo svetovno vojno so kleti služile za zaklonišča. Po vojni so v delu poslopij shranjevali konfiscirano pohištvo in druge predmete. 
Leta 1955 so na zahodnem delu severne fasade odkrili spominsko ploščo razdeljeno v tri dele. Zgoraj so zapisali: "V tej hiši so imeli pri preprosti in plemeniti ženi Poloni Kalanovi dom in zatočišče Murn, Kette, Cankar, Župančič in njihovi prijatelji." V sredini je bil napis: "V tem okolju je nastajala in zorela slovenska moderna."  Spodaj je pisalo: "Tu sta izdihnila Dragotin Kette 26. IV. 1899 in Josip Murn 18. VI. 1901."
Nad drugim vhodom je bila tabla z napisom: »Zavod sprejemni center, prenočišča«, kar je bilo uradno ime stavbe. Po drugi svetovni vojni je spet sprejemala socialno ogrožene ljudi in postala prehodni dom za delavce gradbenih podjetij in socialne varovance. Prenočevali so tudi prodajalci ljubljanske tržnice. Včasih so bili v tej stavbi še prostori Javne razsvetljave Ljubljana, tovarne otroških vozičkov Tribuna ter delavnice Lutkovnega gledališča.
V začetku 90. let 20. stoletja so Cukrarno izpraznili z namenom prenove in spremembe v nakupovalno središče. Načrti se niso uresničili in v objekt so se naselili brezdomci. Med njimi je pogosto krožila droga. Zaradi večkratnih požarov, ki so jih zanetili (v enem izmed njih je pogorel tudi osrednji del ostrešja), so objekt za silo zavarovali pred nadaljnjim propadanjem, okna in vrata v nižjih nadstropjih pa zazidali ter s tem večinoma preprečili dostop do objekta. Kasneje so za ves promet, tudi pešce, najprej delno, nato pa popolnoma zaprli del Poljanskega nasipa, saj je prehod ob objektu zaradi možnosti odpadanja delov stavbe postal prenevaren.
Leta 2010 so za gradnjo Fabianijevega mostu, s katerim so povezali mestno obvozno cesto, podrli del povezovalnega trakta med Cukrarno in upravno stavbo ter objekt dodatno utrdili. Služba za varstvo dediščine pa je preprečila podiranje glavne stavbe, kar so tedaj načrtovali prometniki in mestni urbanisti. Ozek presledek je zahteval podiranje manjšega prizidka in spretno načrtovanje edinega dvoetažnega mostu v jedru Ljubljane, kjer imajo pešci in kolesarji spodaj svoj prehod (arhitekt Jurij Kobe).

## Obnova
Za Cukrarno se je pojavilo več načrtov za nove namembnosti. Obnovo močno dotrajane stavbe so poskušali izpeljati različni lastniki. V devetdesetih letih 20. stoletja so obstajali načrti za preureditev Cukrarne v nakupovalno središče, ki pa so propadli, saj je nosilec projekta, podjetje Emona inženiring d.o.o., šlo v stečaj. Sledila je ideja za selitev večine uradov MOL. Leta 2009 je Mestna občina Ljubljana že zasnovala načrte za projekt »Ena hiša«, po katerih naj bi območje Cukrarne do leta 2014 spremenili v sodobno občinsko upravno središče. Zaradi gospodarske krize se je gradnja kompleksa, ki naj bi stala preko 150 milijonov evrov, premaknili v nedoločeno prihodnost.
Kasneje so načrte za pisarne oklestili ter v stavbi predvideli ureditev galerijskih prostorov. Vrednost obnove, ki predvideva odstranitev vseh notranjih konstrukcijskih elementov ter ohranitev in ojačitev zunanjih zidov, je bila ocenjena na 21,6 milijona evrov. Septembra 2018 je bil uspešno zaključen razpis za izvedbo prenove. Prva gradbena dela na objektu so se začela 10. oktobra 2018, prenova pa je bila končana septembra 2021. Za del prenove je MOL dobil evropska sredstva. Načrtovalci so ohranili lupino objekta in značilne gabarite ter shemo oken. Notranji volumen je bil preurejen.